# Skamania (Washington)

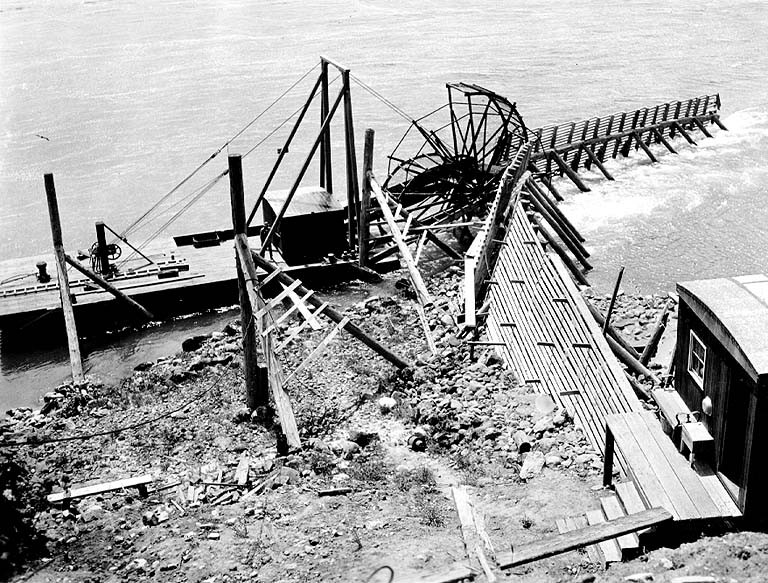
Ruota per la cattura del pesce su un barcone sul fiume Columbia presso Skamania, giugno 1924

Skamania è una piccola comunità non incorporata nella Contea di Skamania nella parte sud-occidentale dello Stato di Washington.
Skamania è sede della Skamania Elementary School (Scuola Elementare di Skamania) e del Skamania General Store (Emporio di Skamania). Inoltre, in Franz Lake, è meta di svernamento per cigni minori e ospita 140.000 m² (35 acri) di Sagittaria latifolia, precedentemente estinta nello Stato di Washington e in pericolo di estinzione in Oregon, ora scarsa ma stabile in entrambi gli stati.

## Geografia
Skamania è situata a 45.61° di latitudine Nord, 122.05° di longitudine Ovest, all'interno della Columbia River Gorge National Scenic Area.

## Storia
L'area di Stevenson è stato un luogo di insediamenti di Nativi Americani per migliaia di anni. I loro villaggi erano punti focali per il commercio e le relazioni sociali quando essi venivano a commerciare e pescare lungo le sponde del fiume. Tra alcuni dei primi esploratori e missionari dell'area possiamo ricordare Lewis e Clark, David Thompson e Dr. Spaulding. Essi utilizzarono il fiume Columbia per attraversare le Cascade Mountains durante il loro viaggio verso l'Oceano Pacifico. Nel 1843, la Pista dell'Oregon portò i primi coloni. I pionieri si trasferirono nei dintorni delle Cascade Rapids sulla loro strada verso Willamette Valley. Alcune di queste famiglie di pionieri scelsero di stabilirsi lì. La famiglia Stevenson, dal Missouri, che vi si stabilì nel XIX secolo fondò la città di Stevenson sul tratto di terra rivendicato nella vecchia donazione Shepard. Sotto la supervisione della Stevenson Land Company, George Stevenson acquistò il sito originale della città per 24000 dollari nel 1893, costruendo la città sul tratto pianeggiante inferiore vicino al fiume. I coloni ampliarono la banchina originale per servire gli arrivi giornalieri di imbarcazioni fluviali che scaricavano passeggeri e merci e caricavano legame.

## Turismo
Skamania è nei pressi del Beacon Rock State Park. Si trova anche vicino al Sams Walker Day Use Site, che è gestito dall'US Forest Service.